# For Lykke og Ære
For Lykke og Ære er en dansk stumfilm fra 1915, der er instrueret af Robert Dinesen efter manuskript af Franz von Schönthan.

## Handling
Denne artikel mangler et handlingsreferat. Hjælp os med at skrive det.

## Medvirkende
- Cajus Bruun - Departementschef Dupont
- Robert Dinesen - George Dupont, departementschefens søn
- Ebba Thomsen - Madeleine Mercier
- Gyda Aller - Nelly, Georges elskerinde
- Betzy Kofoed
- Erik Holberg
- Birger von Cotta-Schønberg
- Amanda Lund